# Harry's House
Harry's House (en català: La casa d'en Harry) és el tercer àlbum d'estudi del cantant britànic Harry Styles. Va ser publicat el 20 de maig de 2022 per Columbia i Erskine Rècords. L'àlbum va ser desenvolupat i gravat entre 2020 i 2021, i produït per Kid Harpoon, Tyler Johnson i Samuel Witte. Es destaca per ser el treball més introspectiu de Styles i musicalment incorpora elements i influències del pop funk, pop rock, synth pop i R&B.
Harry's House va rebre crítiques generalment positives per part dels crítics de música i va aparèixer en diverses llistes dels millors àlbums de 2022, sent considerat com l'àlbum més introspectiu i elogiat en la carrera de Styles. Va ser nominat a l'Àlbum de l'any en els premis Brit de 2023. En els MTV Vídeo Music Awards de 2022, l'àlbum va guanyar el primer premi a l'Àlbum de l'any. En la 65a edició dels Premis Grammy, l'àlbum va guanyar els premis a l'Àlbum de l'any, Millor àlbum de pop vocal i Millor producció d'àlbum, no clàssica. Malgrat haver-se filtrat un mes abans del seu llançament, va tenir un acompliment comercial bastant positiu, arribant al número u en diverses llistes de països com Alemanya, Austràlia, Bèlgica, el Canadà, Espanya, França, Irlanda, Itàlia, Nova Zelanda, Països Baixos, Suècia i Suïssa. Al Regne Unit, va debutar en el número u de l'UK Albums Chart amb 113 mil unitats venudes, convertint-se en l'àlbum més venut de 2022 al país. Als Estats Units, l'àlbum també va debutar en el número u en la llista Billboard 200 amb 521 mil unitats venudes, posteriorment certificant platí per la Recording Industry Association of America (RIAA) per més d'un milió d'unitats venudes.
Es van llançar tres senzills d'Harry's House. El primer senzill, «As It Was», va tenir un gran acompliment comercial, arribant al número u en 35 països, incloent-hi el Regne Unit i els Estats Units, convertint-se en el segon senzill en solitari número u de *Styles en tots dos països. El segon senzill, «Late Night Talking», va aconseguir el top 5 a Austràlia, el Canadà, els Estats Units, Irlanda, Islàndia, Lituània, Nova Zelanda, Portugal, el Regne Unit i Singapur. El tercer senzill, «Music for a Sushi Restaurant», va aconseguir el top 10 a Austràlia, el Canadà, els Estats Units, Irlanda, Nova Zelanda, Portugal i el Regne Unit. Per a promocionar l'àlbum, Styles es va presentar en programes de televisió i premiacions, i va reprendre la gira Love On Tour.

## Llistat de cançons
| 1.            | «Music for a Sushi Restaurant» | Harry Styles · Thomas Hull · Tyler Johnson · Mitch Rowland                                       | 3:14  |
| 2.            | «Late Night Talking»           | Styles · Hull                                                                                    | 2:58  |
| 3.            | «Grapejuice»                   | Styles · Hull · Johnson                                                                          | 3:12  |
| 4.            | «As It Was»                    | Styles · Hull · Johnson                                                                          | 2:47  |
| 5.            | «Daylight»                     | Styles · Hull · Johnson                                                                          | 2:45  |
| 6.            | «Little Freak»                 | Styles · Hull                                                                                    | 3:23  |
| 7.            | «Matilda»                      | Styles · Amy Allen · Hull · Johnson                                                              | 4:05  |
| 8.            | «Cinema»                       | Styles · Samuel Witte                                                                            | 4:03  |
| 9.            | «Daydreaming»                  | Styles · Hull · Johnson · Louis Johson · Valerie Johnson · Alex Weir · Quincy Jones · Tom Bahler | 3:07  |
| 10.           | «Keep Driving»                 | Styles · Hull · Johnson · Rowland                                                                | 2:19  |
| 11.           | «Satellite»                    | Styles · Hull · Johnson                                                                          | 3:37  |
| 12.           | «Boyfriends»                   | Styles · Tobias Jesso Jr. · Hull · Johnson                                                       | 3:12  |
| 13.           | «Love of My Life»              | Styles · Hull · Johnson                                                                          | 3:11  |
| Durada total: | Durada total:                  | Durada total:                                                                                    | 41:48 |

## Recepció

### Recepció crítica
Harry's House va ser, en línies generals, aclamat per la crítica. Alguns mitjans van arribar a valorar-lo com el seu millor àlbum fins al moment. Jon Dolan, per a la revista nord-americana Rolling Stone va comparar a Styles amb Mick Jagger, cantant dels The Rolling Stones.

### Recepció comercial
A les dues hores de la sortida oficial de l'àlbum, ja es va convertir en l'àlbum pop de 2022 més reproduït durant el seu primer dia. Al Billboard 200 dels Estats Units va aconseguir la segona setmana de sortida més gran d'un àlbum del 2022, només darrere de Midnights de Taylor Swift.
Juntament amb l'èxit del senzill "As It Was", tres cançons més van arribar al top 10 del Billboard Hot 100: "Late Night Talking" (arribant a la 4ª posició), "Music for a Sushi Restaurant" (arribant a la 8ª) i "Matilda" (que va arribar a la 9ª). Això va convertir a Styles en el primer artista solista britànic en aconseguir tenir 4 cançons simultàniament al top10 de la llista, unint-se així mateix als The Beatles en ser els únics artistes britànics en fer-ho, aquests a l'any 1964.
Al Regne Unit, "As It Was" va ocupar la 1ª posició, mentre que "Late Night Talking" i "Music for a Sushi Restaurant" n'ocuparen la 2ª i 3ª respectivament, fent així que Styles fos el segon artista en la història en ocupar el top3 simultàniament a la llista de senzills britànica. A Austràlia, les 13 cançons de l'àlbum ocuparen el top15 sencer a excepció de la 5ª i la 7ª posicions.

### Reconeixement
| Any  | Organització           | Categoria                            | Resultat  | Ref.   |
| ---- | ---------------------- | ------------------------------------ | --------- | ------ |
| 2022 | MTV Video Music Awards | Àlbum de l'any                       | Guanyador | [ 10 ] |
| 2022 | LOS40 Music Awards     | Millor àlbum internacional           | Guanyador | [ 11 ] |
| 2022 | ARIA Music Awards      | Millor artista internacional         | Guanyador | [ 12 ] |
| 2022 | American Music Awards  | Àlbum pop preferit                   | Nominat   | [ 13 ] |
| 2022 | People's Choice Awards | Àlbum de l'any                       | Nominat   | [ 14 ] |
| 2023 | Grammy's               | Àlbum de l'any                       | Guanyador | [ 15 ] |
| 2023 | Grammy's               | Millor àlbum pop vocal               | Guanyador | [ 15 ] |
| 2023 | Grammy's               | Millor producció no clàssica d'àlbum | Guanyador | [ 15 ] |
| 2023 | Brit Awards            | Àlbum de l'any                       | Guanyador | [ 16 ] |